# Ludwig Rau
Ludwig Rau (auch Ludwig von Rau; * 8. Juli 1821 in Erlangen; † 15. Juni 1892 in Zürich) war ein deutscher Mediziner, Akademielehrer für Landwirtschaft und Direktor der Landwirtschaftlichen Akademie Hohenheim.

## Leben und Wirken
Rau promovierte 1842 zum Dr. med. an der Universität Heidelberg und eröffnete eine ärztliche Praxis in Pforzheim. Im Jahr 1845 verlegte er seine Praxis nach Heidelberg und wurde Privatdozent für Medizin an der Universität.
Von 1849 bis 1851 studierte Rau Landwirtschaft an der Universität Bonn und der Universität Jena. Mit seiner Promotion zum Dr. phil. wurde er zum Privatdozent für Landwirtschaft an der Universität Heidelberg ernannt. Im Jahr 1854 nahm er den Ruf als Professor für Landwirtschaft an die Landwirtschaftliche Akademie Hohenheim an.
Im Jahr 1863 trat er in die Dienste Badens ein und wurde Ministerialrat. 1872 nahm er den erneuten Ruf Hohenheims als Direktor der Akademie an und behielt diese Stelle bis zur Emeritierung 1882.

## Publikationen (Auswahl)
- De tumore sanguineo genitalium feminae (1844)
- Studien über süddeutsche Landwirtschaft (1852)
- Abhandlung über das Durham-Vieh (1857)
- Die landwirtschaftliche Ausstellung in Paris (1860)
- Beschreibung und Abbildung der nutzbarsten Ackerwerkzeuge (1862)
- Hohenheimer Tieralbum (1877)
- Ein römischer Pflüger (1888)